# 身分帳
『身分帳』（みぶんちょう）は、佐木隆三の長編小説。実在の人物をモデルに、13年の刑期を終え出所した元殺人犯の男の苦労と生きかたを描く。1990年6月26日に講談社より刊行され、1993年6月3日に文庫化された。第2回伊藤整文学賞受賞作。
2020年、西川美和監督、役所広司主演により『すばらしき世界』のタイトルで映画化もされた
。

## あらすじ
少年のころヤクザの世界に入り、ホステスでのトラブルなどから犯した殺人によって、人生の大半を刑務所の中で過ごしてきた山川一が、13年にわたる刑期を終え出所する。東京の弁護士に身元引受人になってもらい、生活保護を受けてアパートでの一人暮らしを始める。近隣住民とのトラブルなどもあったが、階下に住むコピーライターの角田龍太郎やスーパーの主人などと親しくなり、徐々に社会生活に復帰していく。しかし、町で見かけたヤクザと戦ったり、刑務所での仲間に会いに行くなど、自身の過去を完全に振り切ることができず、職探しも難航してしまう。出所する前から考えていた母親探しも行き詰り、挫折を繰り返す。また、タイトルにもなっている「身分帳」（刑務所で、収容者の経歴や入所時の態度などが書かれた書類）や裁判の記録などを読み返すことで、進んできた道を振り返り、このままの生活で本当に良いのか模索していく。
また、文庫版には「行路病死人」も収録されており、モデルとなった田村明義（1990年死去）との会話や、彼の死後についても描かれている。

## 書誌情報
単行本
- 身分帳（1990年6月26日、講談社、ISBN 978-4-06-204956-6）

文庫本
- 身分帳（1993年6月3日、講談社文庫、ISBN 978-4-06-185411-6）
- 身分帳（2020年7月15日、講談社文庫、ISBN 978-4-06-520159-6）

## 執筆経緯
モデルとなった田村明義は、13年間の獄舎生活を送る間に佐木の犯罪文学を読み、45歳で出所したのち佐木に「自分をモデルに小説を書いてくれ」と連絡して来た。犯罪者は自分の過去の悪行を武勇伝化して得意がることが多く、佐木は「厄介な人物からのよくある売り込み」に一旦は流そうとしたが、見せられた戸籍謄本があまりに真っ白で驚き、申し出を受けることに決めた。前科10犯で延べ23年間も刑務所に入り、成人してからは娑婆で2年以上続けて社会で暮らしたことがない田村は、日常の小さなことで躓きを繰り返した。取材を続けていくうち、「この人の期待に応えなくてはならない」という責任感のようなものが芽生えた。

## 映画
『すばらしき世界』（すばらしきせかい）は、2021年の日本映画。監督は西川美和、主演は役所広司。デビュー以来の監督作品の全てが自身のオリジナル作品だった西川にとって初の小説原案の作品となる。
2020年開催の第45回トロント国際映画祭に出品されワールドプレミア上映。その時の英題はUnder The Open Skyで、劇中の台詞から引用されている。翌2021年2月11日からは日本にて商業公開が始まった。

### キャスト
- 三上正夫：役所広司
- 津乃田龍太郎：仲野太賀[7][10]
- 庄司勉：橋爪功[7]
- 庄司敦子：梶芽衣子[7]
- 松本良介：六角精児[7]
- 井口久俊：北村有起哉[7]
- 下稲葉明雅：白竜[10]
- 下稲葉マス子：キムラ緑子[10]
- 吉澤遥：長澤まさみ[7][10]
- 西尾久美子：安田成美[7]
- 西尾あゆみ：白鳥玉季
- 医療刑務官：康すおん
- 処遇主席：井上肇
- 女性警官：山田真歩
- 検察官：マキタスポーツ
- リリーさん：桜木梨奈
- 介護士・服部：松澤匠
- アルバイト・阿部：田村健太郎
- 介護士・江藤：三浦透子
- 分類統括：松浦慎一郎
- 刑務官：沖原一生
- 女性医師：まりゑ
- 免許センター・試験官：松角洋平
- ロワイヤル白金の女(声)：松岡依都美
- 中年狩りの若者・中田：奥野瑛太
- 中年狩りの若者・山口：田中一平
- 下稲葉組・高橋：高橋周平
- あかつき学園・園長：松浦祐也
- 田村さん:小池澄子
- 介護士・大竹：安楽将士
- 介護士・川口：今藤洋子

### スタッフ
- 原案：佐木隆三『身分帳』（講談社文庫刊）
- 脚本・監督：西川美和
- 製作：川城和実、潮田一、池田宏之、依田巽、角田真敏、鈴木貴幸、堤天心
- エグゼクティブプロデューサー：濱田健二、小竹里美
- プロデューサー：西川朝子、伊藤太一、北原栄治
- 音楽：林正樹
- 撮影：笠松則通
- 照明：宗賢次郎
- 音響：白取貢
- 美術：三ツ松けいこ
- 編集：宮島竜治
- 衣装デザイン：小川久美子
- ヘアメイク：酒井夢月
- キャスティング：田端利江
- 音響効果：北田雅也
- 助監督：中里洋一
- 制作担当：横井義人
- ラインプロデューサー：奥泰典
- 企画協力：分福
- 配給：ワーナー・ブラザース映画
- 制作プロダクション：AOI Pro.
- 製作：「すばらしき世界」製作委員会（バンダイナムコアーツ、AOI Pro.、ワーナー・ブラザース映画、ギャガ、講談社、フィルマークス、U-NEXT）

### 製作

#### 企画
西川美和監督が、2015年10月31日に亡くなった佐木隆三の訃報記事で、原作の『身分帳』が紹介されていたのを読み、興味を持った。このため佐木が健在ならば未読のままだったと思うと話している。『身分帳』は初版から30年近く経ち、絶版状態。出版関係の知人の中にも読んだ者はおらず、モデルの田村同様、孤児状態の忘れられた存在。田村も初版出版後、半年経って亡くなっており、取材には困難は伴った。

#### 脚本
佐木の残した後日譚に田村の四十九日に文芸誌の女性編集者が東京から参列した事が書かれており、この人が当時も同じ出版社に勤めていることが分かった。この編集者は当時の事をよく覚えており、楽しそうに当時の思い出を話し、この作品は人に愛されて生まれたのだという認識を持った。また西川は取材中に原作刊行前の1988年4月に文化放送で、田村（取材当時46歳）をインタビューして制作された『戸籍のない男〜バラ24本の幸せ〜』というドキュメンタリー番組が放送されていたことを知った。同番組は、当時同局アナウンサーからディレクターに転身したばかりの大谷尚美が佐木の取材に同行し、ナレーターは白井静雄（当時の大谷の後輩アナウンサー）が務めていた。西川は大谷に会い、人々の記憶から忘れ去られていた同番組だったが、奇跡的に音源が見つかり、田村の肉声を実際に耳にし、西川は脚本を膨らませていった。最終的に脚本の前半部分は原作からの引用が多く、後半は西川のオリジナルとなっている。

#### キャスティング
西川は1991年、高校二年のとき、役所広司が西口彰を演じたフジテレビのテレビドラマ「金曜ドラマシアター」『実録犯罪史シリーズ 恐怖の二十四時間 連続殺人鬼 西口彰の最期』を観た。本作と同じ佐木原作で西口を扱った『復讐するは我にあり』は今村昌平監督で映画化され、事件一つ一つを辿って西口の狂気を追ったが、中島丈博脚本・深町幸男演出のテレビドラマは、西口を人間臭く描かれていた。西口を演じた役所広司に憧れを抱いたが、役所はその後、日本の俳優の最高峰に登りつめ、西川も映画監督を生業にするようになったが、キャスティングをお願いするには恐れ多い存在になっていた。しかし西川の頭の中に【役所広司＝西口彰＝佐木隆三＝身分帳】というラインがはっきり見えた。あのドラマを観て27年、17歳だった西川も44歳。役所は62歳、今なのかもしれない、ついに「時」が来た！と言い聞かせ、役所にオファーを出した。
やり手のテレビプロデューサー・吉澤遥は、原作には登場しない役だが、西川が「ヒール役らしい正論を、誰に喋ってもらえればパワフルに輝いたインパクトを残せるかを考えたら、長澤まさみさんしか思い浮かばなかった」と、長澤にオファーした。
西川は三上正夫が「この人が、母ならいいのに」と思う女性に出会う原作には登場しない場面を作った。2009年の『ディア・ドクター』に出てもらった八千草薫がふさわしいと考え、2019年の初夏にオファーを出した。八千草は当時身体を悪くしていたが、ホンを読み、「やってみたい」と意欲的だと知らせがあった。しかし同年9月末に八千草のマネージャーから「スタッフの皆さんに迷惑をかけずにお芝居できますという約束が今、できない」と連絡があった。「本人も最後の仕事は映画にしたい」と言っていると伝えられたため、西川は「ギリギリまで待ちます。当日判断でもいい態勢を工夫します」と伝えた。それで八千草が無理な場合、登場するピンチヒッターの俳優を探せないかプロデューサーに頼んだ。もし八千草が当日来れた場合は、別の小さな役に変更するという奇策。若手俳優ならまたの機会があるが、80代の役者にそれを背負わせるのかと考えていたら、キャスティングプロデューサーの田端利江が、その事情を飲んでくださるという奇特な方々が掲載された資料を持って来た。こうした事情で八千草の代わりに田村さんを演じた小池澄子はCMに出演するシニアモデルである。八千草は『ディア・ドクター』のラストで八千草演じる鳥飼かづ子が入った病室を撮影させてもらった同じ大学病院に入院していた。西川たちがお見舞いに行って間もなく八千草は亡くなった。小池澄子は演技経験のほとんどない87歳で、演出には苦戦が伴ったが完遂した。

#### 撮影
2019年10月21日クランクイン。2020年1月半ばクランクアップ。完成は2020年6月。

#### タイトル
配給会社から「『身分帳』では時代劇のようで意味も分からず、客を呼べない」とタイトル変更の要請があったことから、西川が『すばらしき世界』とつけた。

### 出品
- 第45回トロント国際映画祭
- 第56回シカゴ国際映画祭

### 受賞
- 第45回日本アカデミー賞[17]
  - 優秀作品賞『すばらしき世界』

- 第56回シカゴ国際映画祭 観客賞[18]

## ラジオ番組
前述のドキュメンタリー番組『戸籍のない男〜バラ24本の幸せ〜』は、放送後の音源は破棄されて残っていないと思われていたが奇跡的に音源が見つかった。
2021年10月9日には、大谷、西川、太田英明（大谷の後輩アナウンサー）の出演で、文化放送開局70周年記念と『すばらしき世界』の宣伝を目的とした特別番組『24年間獄中にいた男のこえ〜昭和63年放送「戸籍のない男」を聴く』が「文化放送サタデープレミアム」枠で放送された。